# Gina Tognoni
Gina Tognoni (St. Louis, 28 de novembro de 1973) é uma atriz estadunidense, mais conhecida por seu trabalho em One Life to Live, Guiding Light e The Young and the Restless.

## Filmografia
| Ano                  | Título                            | Papel                 | Notas                                    |
| -------------------- | --------------------------------- | --------------------- | ---------------------------------------- |
| 1995–2002, 2010–2011 | One Life to Live                  | Kelly Cramer          |                                          |
| 2002                 | Pride & Loyalty                   | Stephanie             |                                          |
| 2003                 | Fastlane                          | Gabriella             | Episódio: "Iced"                         |
| 2003                 | This Time Around                  | Cara Cabot            | Telefilme                                |
| 2003                 | Phenomenon II                     | Oficial Claire        | Telefilme                                |
| 2004–2009            | Guiding Light                     | Dinah Marler          |                                          |
| 2005                 | Law & Order: Special Victims Unit | Officer Kristen Vaill | Episódio: "Goliath"                      |
| 2005                 | Art                               | Barbara               | curta-metragem                           |
| 2006                 | The Sopranos                      | Catherine Lipman      | Episódio: "The Fleshy Part of the Thigh" |
| 2009                 | Venice: The Series                | Sami Nelson           |                                          |
| 2011                 | In the Family                     | Nurse Jackson         |                                          |
| 2014–2019            | The Young and the Restless        | Phyllis Summers       |                                          |